# اوستلانا ژورووا
اوستلانا ژورووا (روسی: Светла́на Серге́евна Жу́рова؛ زادهٔ ۷ ژانویهٔ ۱۹۷۲) اسکیت‌باز سرعت سابق و نماینده مجلس دوما اهل روسیه است.